# Тимонин, Александр Андреевич
Алекса́ндр Андре́евич Тимо́нин (род. 24 июля 1952) — советский и российский дипломат, кореевед. Чрезвычайный и полномочный посланник 1 класса (2012).

## Биография
Окончил Институт стран Азии и Африки при МГУ им. М. В. Ломоносова (1975) и Высшие дипломатические курсы при Дипломатической академии МИД России (1999). Кандидат исторических наук (1979). На дипломатической работе с 1980 года.
- В 1975—1980 годах — на научно-преподавательской работе в Институте стран Азии и Африки при МГУ.
- В 1987—1992 годах — первый секретарь, советник посольства СССР, России в КНДР.
- В 1999—2000 годах — советник-посланник посольства России в КНДР.
- В 2000—2004 и 2006—2011 годах — советник-посланник посольства России в Южной Корее.
- В 2004—2006 годах — заместитель директора Первого департамента Азии МИД России, заместитель руководителя российской делегации на шестисторонних переговорах по урегулированию ядерной проблемы Корейского полуострова.
- В 2011—2012 годах — посол по особым поручениям МИД России.
- С 5 апреля 2012 по 26 декабря 2014 года — чрезвычайный и полномочный посол России в КНДР[1][2].
- С 26 декабря 2014 по 18 июля 2018 года — чрезвычайный и полномочный посол России в Республике Корея[3][4].

## Дипломатический ранг
- Чрезвычайный и полномочный посланник 2 класса (5 сентября 2001)[5].
- Чрезвычайный и полномочный посланник 1 класса (30 июля 2012)[6].

## Семья
Женат, имеет дочь.

## Сочинения
А. А. Тимонин является автором более 20 работ по корееведению. В том числе:
- Об идеологических концепциях военно-бюрократического режима в Южной Корее (1961-63 гг.) // Вестник Московского университета. Сер. XIII. Востоковедение. — М., 1977, № 4.
- Политические реформы 1972 г. в Южной Корее // Дальний Восток. История и экономика. — М., 1977.
- Неоколониализм США и Южная Корея. — М.: ГРВЛ, 1985. — 190 с. (совм. с А. А. Прошиным).
- Корейская Народно-Демократическая Республика. Справочник. — М.: Политиздат, 1988. — 109 с. (совм. с А. Т. Иргебаевым).
- 러시아, 한반도 등거리 외교로 선회 (О сбалансированной дипломатии России на Корейском полуострове) // 시사저널 (Weekly News Magazine). Seoul, 1994, № 263, pp. 82-84. (на кор. яз.).
- Российско-корейское сотрудничество и укрепление безопасности на Корейском полуострове и в Азиатско-Тихоокеанском регионе // Чун -Со ёнгу (Sino-Soviet Studies). — Сеул, 1994, № 1. (на кор. яз.).
- 북러 경제관계의 현황과 전망 (О состоянии и перспективах развития российско-корейских экономических отношений) // 통일 경제 (The Reunified Korean Economy). Seoul, 1995, № 7, pp. 47-54. (на кор. яз.).
- Trilateral Economic Cooperation Between Russia, South Korea and North Korea // The Economics of Korean Reunification. Seoul, 1996, October. (на англ. яз.).
- О состоянии и перспективах развития экономических связей России и КНДР // 북한 경제의 오늘과 내일 (Экономика Северной Кореи: сегодня и завтра). Seoul, 1996, pp. 260—271. (на кор. яз.).
- On the Prospects of Trilateral Science and Technology Cooperation between Russia, the ROK and North Korea (О перспективах трехстороннего научно-технического сотрудничества между Россией, РК и КНДР) // The Economics of Korean Unification (Экономика объединенной Кореи). 1997, pp. 36-44. (на англ. яз.).
- Реалии и мифы южнокорейского «экономического чуда» // Азия и Африка сегодня. 1997, № 8. (совм. с И.Гладковым).
- 21세기 한러 협력과 시베리아 횡단철도 (О российско-южнокорейском экономическом сотрудничестве в XXI веке) // 교통 (Monthly Magazine on Transportation Policy) (Сеул). 2003, № 9, pp. 37-41. (на кор. яз.).
- Приветственная речь // Корея: новые горизонты. — М.: ИДВ РАН, 2005. С. 16-18.

## Интервью
- 한반도 평화, 안보를 위해 노력할 것 (Усилия, предпринимаемые для мира и безопасности на Корейском полуострове) // журнал 코리아 정책저널 (Korea Policy), pp. 36-46. (на кор. языке).
- «Гарантией станет заинтересованность Пхеньяна и Сеула в успехе проекта» // «КоммерсантЪ». 30 ноября 2011 года.
- «Необходимо не допустить нового витка гонки вооружений на Корейском полуострове» // Интерфакс. 6 февраля 2013 года.
- Посол РФ в КНДР: у нас нет данных о подготовке новых ядерных испытаний // РИА Новости. 7 февраля 2014 года.